# 神経膠症
神経膠症（しんけいこうしょう、英:gliosis、グリオーシス）とは神経組織の病変部における星状膠細胞の増生。グリオーシス、膠細胞増多症とも呼ばれる。初期には肥満星状膠細胞の増加が見られ、慢性期ではグリア線維の増加がみられ、グリア性瘢痕(glial scar)の形成に至ることが多い。